# بلاتا آی باجدا
بلاتا آی باجدا (به مالتی: Blata l-Bajda) شهری در کشور مالت می‌باشد. کلیسای مدال معجزه‌آسا یکی از معروف‌ترین آثار دیدنی در این شهر است.